# Deltron 3030
Il gruppo Deltron 3030 è formato da 3 elementi: Dan the Automator produttore, Del tha Funkee Homosapien mc e Kid Koala dj. Il loro album di debutto omonimo Deltron 3030 è un concept album ambientato nell'anno 3030 che narra dell'alter ego di "Deltron Zero" e della sua guerra alle grandi multinazionali che in quel periodo storico controllano l'universo. Le sonorità dell'album sono molto innovative sfociando in alcuni brani nel sottogenere Acid Rap. Le liriche di Del sono caratterizzate da stravaganti allusioni futuristiche e dall'uso di una terminologia che riguarda l'astronomia. Per l'occasione tutti gli elementi hanno degli pseudonimi futuristici inclusi i numerosi artisti che hanno partecipato all'album.

## Artisti principali
- Dan the Automator è The Cantankerous Captain Aptos
- Del Tha Funkee Homosapien è Deltron Zero
- Kid Koala è Skizoid the Boy Wonder

## Partecipanti all'album
- Damon Albarn è Sir Damien Thorn VII of the Cockfosters Clan
- Sean Lennon è Walt "Clyde" Mercado
- Prince Paul è Vince Paul McMahon
- MC Paul Barman è Cleofis Randolph the Patriarch
- Mark Bell è The Blooger
- Brandon Arnovick è Astacio the Nudist
- Mark Nisha è That Bickering Guy
- Brad Roberts è That Guy from Canada
- Hafus Huld è News Anchor
- Mr. Lif è Billy Ray Valiftine
- Penut Butter Wolf è Wimpy
- Beans del gruppo Antipop Consortium è Lorenzo Van Peebles
- Verna Brown è Miss Saigon
- P Wingerter è Hooker
- Scott Harding è Miss Blanders
- G4 è Computer
- J "SCIFI" Johnson è Deltron Robot
- Burger Kong è Little Petey Parker
- Domino è Dominic "Corinthian" Leathure
- Olde Clem è Ironside
- Aimee è The New & Improved Whitney
- Colin è Patient numero 451 James Cole
- The Pea è Jeebus

## Discografia

### Album
- 2000 – Deltron 3030
- 2001 – Deltron 3030: The Instrumentals

### Singoli
- "Virus" (2000)
- "Time Keeps on Slipping" (2000)